# 阿马图库
8°26′S 179°11′E / 8.433°S 179.183°E

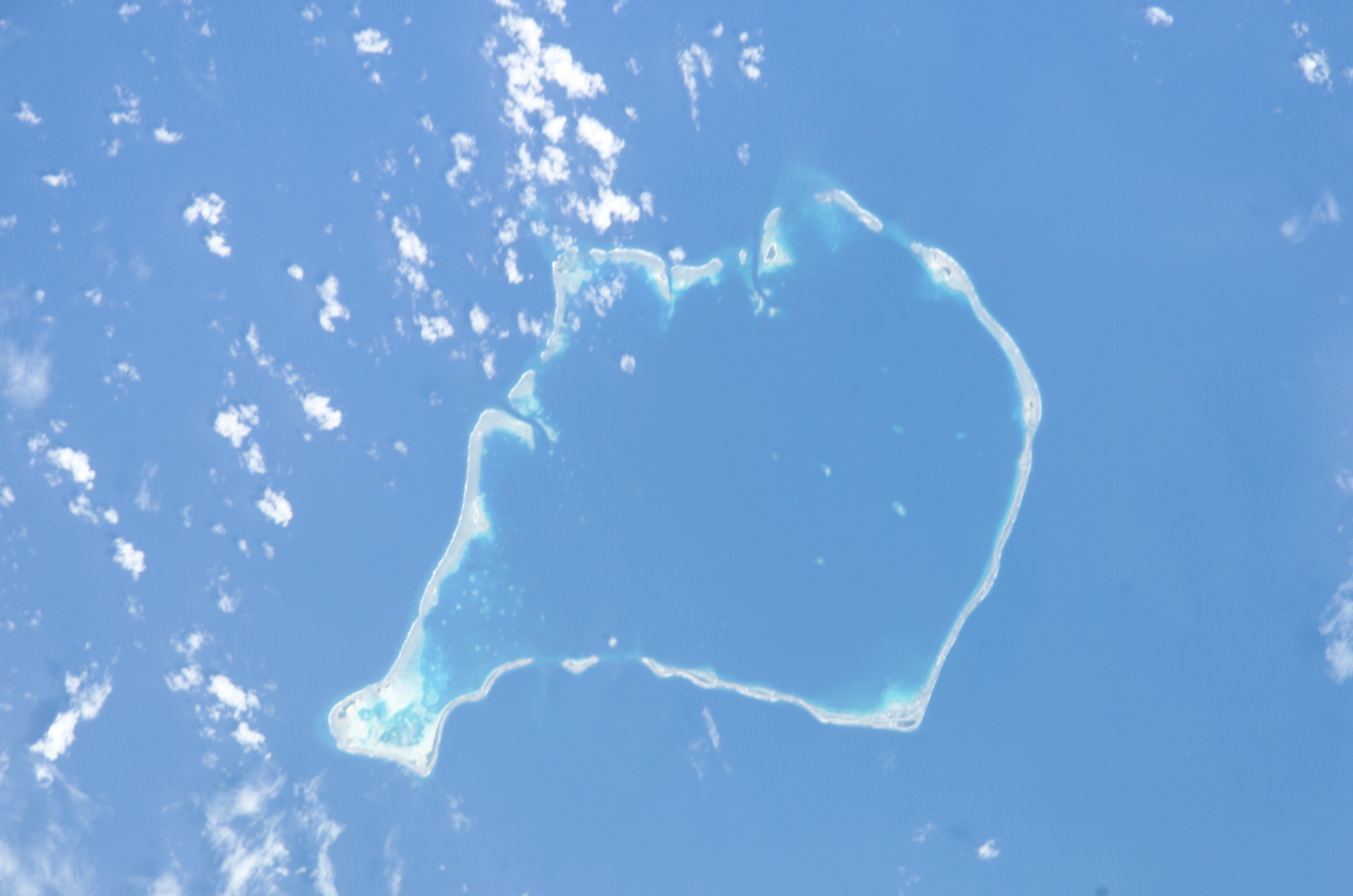
富納富提全圖

阿马图库（英語：Amatuku Isle）是位於吐瓦魯首都富納富提的一座珊瑚礁島嶼，吐瓦魯海事培訓學院即在該地。要前往阿马图库島礁，得經由丰阿法莱島礁北部半島地區的滕阿科。